# Szilvássy Zoltán
Szilvássy Zoltán (Zirc, 1957. május 16. –) magyar belgyógyász, farmakológus, klinikai farmakológus, egyetemi tanár.

## Életrajz
1996-ban a Szegedi Tudományegyetemen az orvostudomány kandidátusa lett, értekezése az „Anti-ischaemiás és antiarrhythmiás hatások tanulmányozása éber nyúlon” címet viseli. 1997-ben belgyógyász szakorvosi, majd 1999-ben klinikai farmakológus szakorvosi végzettségre tett szert. 2001-ben  szerezte meg a Magyar Tudományos Akadémián a doktori címet, az értekezése „Frekvenciaterheléssel előidézett iszkémiás prekondicionálás farmakológiai kiaknázásának lehetőségei” címet viselte.
2013. július 1. óta a Debreceni Egyetem rektora.